# Jean-Esprit Isnard
Pour les articles homonymes, voir Isnard.
Jean-Esprit Isnard (1707-1781) est un facteur d’orgues français, considéré à son époque et encore de nos jours comme le chef de file de la « facture classique » pour le sud-est de la France et le dernier grand organier de Provence et du Comtat Venaissin pour la période de l’Ancien Régime.

## Biographie
Né de Claudia Marmillot  et Florent Isnard à Bédarrides dans le Vaucluse où il est baptisé le 22 janvier 1707, il était frère convers dominicain du couvent de Tarascon où il fut enseveli le 16 mars 1781.
On ne sait rien de sa période de formation, mais l’on est sûr qu’il est déjà un facteur d’orgues accompli lors de son entrée dans les Ordres. En effet un document daté du 11 juillet 1731 prouve qu’il  a réparé l’orgue des Pénitents Blancs de Lyon et il n’y est nullement mentionné un quelconque état religieux. Par contre le 1er mars 1740 il est désigné en tant que « frère Isnard » dans un document attestant son dédommagement pour son déplacement au départ d'Aix-en-Provence. Lors de ce séjour, il a très probablement commencé à construire l’orgue du couvent des Frères Prêcheurs, à Marseille, pour accorder et examiner l’orgue de l’ancienne cathédrale de La Major.
Dès lors et face au travail très irrégulier dans sa province natale, il parcourt inlassablement tout le sud de la Loire, de Lyon jusqu’à Toulouse poussant même, pendant sa collaboration avec la famille Cavaillé, jusqu’en Catalogne. Ses liens avec Toulouse et plus particulièrement le couvent des Jacobins, où il a rencontré son frère en religion Joseph-Dominique Cavaillé, s’expliquent par son statut de grand pôle d’attraction de la facture d’orgues, cela depuis le XVIIe siècle. Toulouse est le siège de l’école du Sud-Ouest de la facture d’orgues française et a vu se succéder les plus grands noms de l’orgue français : Jean Lefebvre, Antoine Lefebvre, Robert Delaunay (constructeur de l’orgue des Jacobins sur lequel travailleront de concert Joseph Cavaillé et Jean-Esprit Isnard), Jean de Joyeuse, François & Jean-François Lépine, Christophe Moucherel, les sieurs Micot, Grégoire Rabiny. Il est donc normal que son couvent de Tarascon ait envoyé le jeune organier se perfectionner dans son art dans la maison provinciale et Jean-Esprit reviendra partager ses connaissances avec Joseph Cavaillé, collaborant même avec lui et son neveu Jean-Pierre lors de ses périodes d’inactivité provençale.
Trois orgues monumentaux, surtout en regard de ce qui se construisait jusqu’alors en Provence (fidèle au ripieno italien), jalonnent sa carrière, tous au bénéfice de couvents de son ordre :
- Aix-en-Provence de 1740 à 1743
- Marseille en 1747
- Saint-Maximin-la-Sainte-Baume de 1772 à 1774, le chef d’œuvre ayant traversé les siècles sans trop de dommages jusqu’à notre époque, alors qu’il ne reste des deux premiers que les buffets ou peu s’en faut[N 2].

Dès le premier instrument on trouve des singularités qui deviendront les caractéristiques du grand orgue de tribune selon Jean-Esprit Isnard : 
- dans le grand-corps du buffet deux plans sonores principaux, actionnés par un grand abrégé double, se répondant ou se complétant selon les besoins, Grand-Orgue et Raisonnance (nommé Bombarde au début), surmontés du traditionnel Récit (Dessus de Cornet et Trompette 8’);
- deux dessus de trompette en chamade (influence de la facture ibérique côtoyée en Roussillon et Catalogne) pour le Grand-Orgue et la Bombarde ou Raisonnance ; il faut ici préciser que traditionnellement la facture classique française renforçait, dans le Grand-Jeu, les dessus d’anches, toujours plus faibles que les basses, à l’aide du dessus de Cornet, du Prestant, parfois du Bourdon, ce qui pouvait induire des problèmes de justesse, anches et jeux à bouche réagissant différemment aux variations de température ; Jean-Esprit préfère régler ce problème en doublant uniquement les dessus de la Trompette par des tuyaux disposés horizontalement à l’avant du buffet;
- grande et petite fourniture au Grand-Orgue selon que l’on désire un plein-jeu en 16 ou 8 pieds;
- pas de sommier indépendant pour la Pédale qui est en tirasse sur le clavier de Raisonnance; c’est le seul héritage de l’orgue provençal de type italien où la Pédale n’a jamais joué un rôle important, se contentant de chanter en valeurs longues, au ténor ou à la basse, avec donc des organistes peu enclins au jeu de Pédale tel qu’on le pratiquait en Europe du Nord ;
- troisième clavier appelé Raisonnance ou Bombarde selon les cas, servant soit de renfort du Grand-Orgue par accouplement, soit permettant de dialoguer grâce à quelques jeux solistes, et enfin comportant les jeux de Pédale : flûte 8’, flûte 4’, trompette et clairon.

Jean-Esprit aura formé bon nombre d’apprentis parmi lesquels ses neveux : Jean-Baptiste & Joseph Isnard, mais aussi Joseph Charron, né à Bédarrides le 20 août 1712; ainsi qu’indirectement Honoré Grinda, officiellement apprenti de Joseph Isnard. Ses associés principaux seront au fil du temps Joseph et Jean-Pierre Cavaillé, ses neveux : Jean-Baptiste de 1745 à 1754 et Joseph Isnard de 1770 à 1781, ce dernier signant officiellement  les marchés afin de ne pas être lésé par la règle obligeant un frère convers à rétrocéder à son couvent  ses éventuels bénéfices.

## Son œuvre
Si les instruments entièrement neufs sont relativement rares du fait de la pauvreté des paroisses provençales et comtadines, il a reconstruit ou agrandi bon nombre d’orgues tant à l’est qu’à l’ouest du Rhône :
- de 1740 à 1743 Aix-en-Provence, couvent des Frères Prêcheurs, construction entièrement neuve, buffet  Classé MH[3]et quelques jeux plus ou moins complets, l’instrument,  Classé MH[4], ayant été refait par Prosper-Antoine Moitessier en 1856; l’église s’appelle aujourd’hui La Madeleine mais est toujours fermée en octobre 2014 pour risque d’effondrement de sa voûte;
- de 1744 à 1746 Aix-en-Provence, cathédrale Saint-Sauveur, construction entièrement neuve, ne subsiste que le buffet  Classé MH[5], l’instrument,  Classé MH[6], ayant été reconstruit par Pierre-Alexandre Ducroquet en 1855 ;
- 1745 Beaucaire, agrandissement de l’orgue Charles Boisselin de la collégiale Notre-Dame-des-Pommiers, disparu;
- de 1747 à 1749 Marseille, couvent des Frères Prêcheurs, de nos jours église Saint-Cannat, seul le buffet  Classé MH[7]  reste avec pour la première fois une tourelle surmontée d’une corniche en « casquette », l’orgue ayant été reconstruit par François Mader en 1886;
- de 1749 à 1750 Toulouse, couvent des Jacobins, modifications importantes avec Joseph Cavaillé de l’orgue Delaunay, aujourd’hui à Saint-Pierre-des-Chartreux de la même ville, mais reconstruit en 1983 par le facteur catalan Gerhard Grenzing dans le buffet de Delaunay ;
- 1750, Nîmes, couvent des Ursulines, construction neuve, racheté à la Révolution en même temps que la chapelle par les protestants, seul le buffet  Classé MH[8] subsiste dans ce qui est aujourd’hui le Petit temple, la partie instrumentale ayant été refaite par Carl Théodor Kuhn en 1890, modifiée en 1956 par Maurice Puget;
- 1752 Nîmes, cathédrale Notre-Dame-et-Saint-Castor, importantes réparations et ajout de jeux avec l’aide de son neveu Joseph Charron, instrument reconstruit par Alfred Kern en 1982;
- 1755 Carpentras, cathédrale Saint-Siffrein, réparation;
- de 1754 à 1756, Tarascon, couvent des Dominicains, construction entièrement neuve, 26 jeux sur 3 claviers, disparu avec le couvent ;
- 1756 Lyon, couvent des Dominicains, relevage et ajout de 2 jeux : Bombarde 16’ & Trompette 8’;
- de 1758 à 1766 travaux avec Joseph & Jean-Pierre Cavaillé;
- 1766 Pignans, collégiale de la Nativité de N.D., reprise de la restauration avortée de Gilbert  ou Gibert d’Arles;
- 1767 Arles, cathédrale Saint-Trophime, réparation ;
- de 1767 à 1772, collaboration avec Jean-Pierre Cavaillé ;
- de 1772 à 1774, Saint-Maximin-la-Sainte-Baume,  basilique Sainte-Marie-Madeleine,  Classé MH[9] en totalité, construction entièrement neuve, avec Joseph Isnard rentré de Paris vers 1770[N 4];
- de 1775 à 1776 Rodez, cathédrale Notre-Dame de l’Assomption,  Classé MH[10], reconstruction de la partie instrumentale avec réutilisation de la tuyauterie ancienne de Jean de Joyeuse, reconstruit en 1902 par Charles Anneessens, restauré en 1986 par Jean-Georges & Yves Kœnig avec retour à l’état de Joyeuse-Isnard;
- 1776 Pignans, collégiale de la Nativité de N.D. , reconstruction dans la nouvelle église réutilisant tout le matériel existant avec agrandissement du buffet muni de trois tourelles,  Classé MH[11];
- 1777 Vaison-la-Romaine, cathédrale Notre-Dame-de-Nazareth, reprise du relevage défectueux de Gilbert ou Gibert d’Arles et ajout d’une Trompette 8’ ;
- de 1778 à 1779, Albi, cathédrale Sainte-Cécile, importante restauration de l’orgue de Christophe Moucherel,  Classé MH[12], avec ajout d’anches et d’un cinquième clavier dit de Bombarde avec 2 Bombarde 16’ et, grande première de la facture d’orgues française, une Clarinette 8’ en chamade.

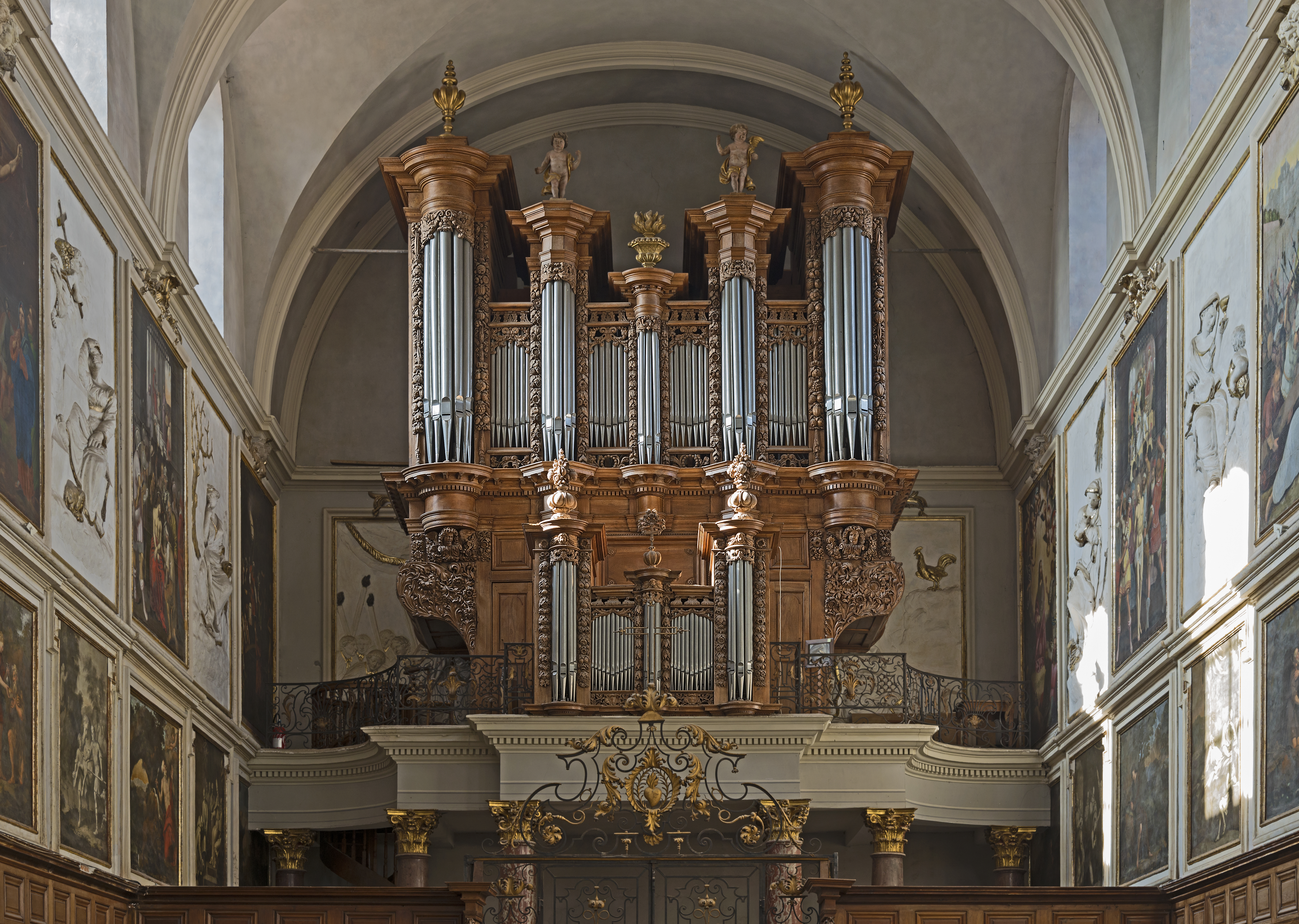
Toulouse, couvent des Jacobins aujourd'hui à Saint-Pierre des Chartreux
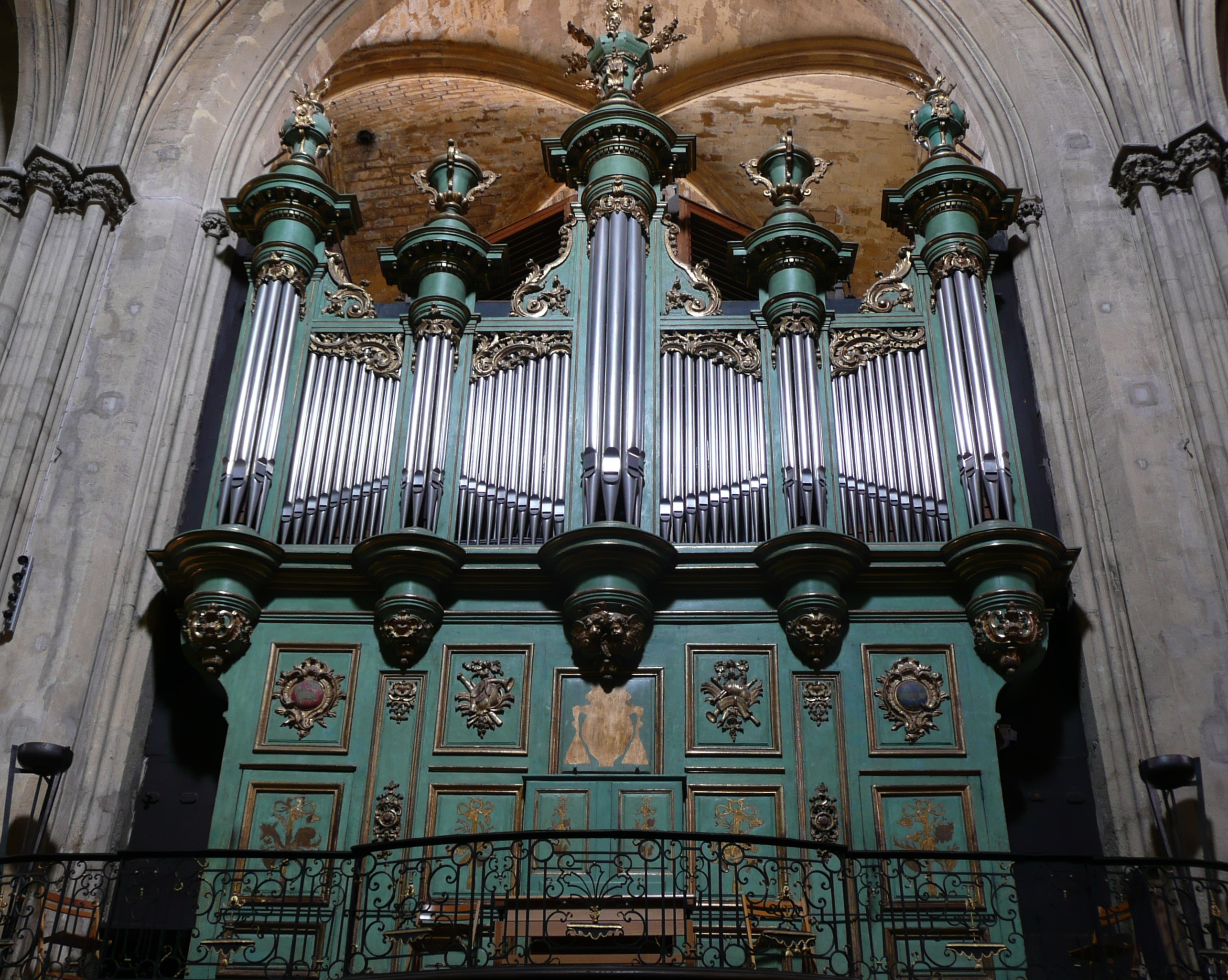
Aix-en-Provence,cathédrale St Sauveur,buffet de 1743 contenant l'instrument,côté Évangile
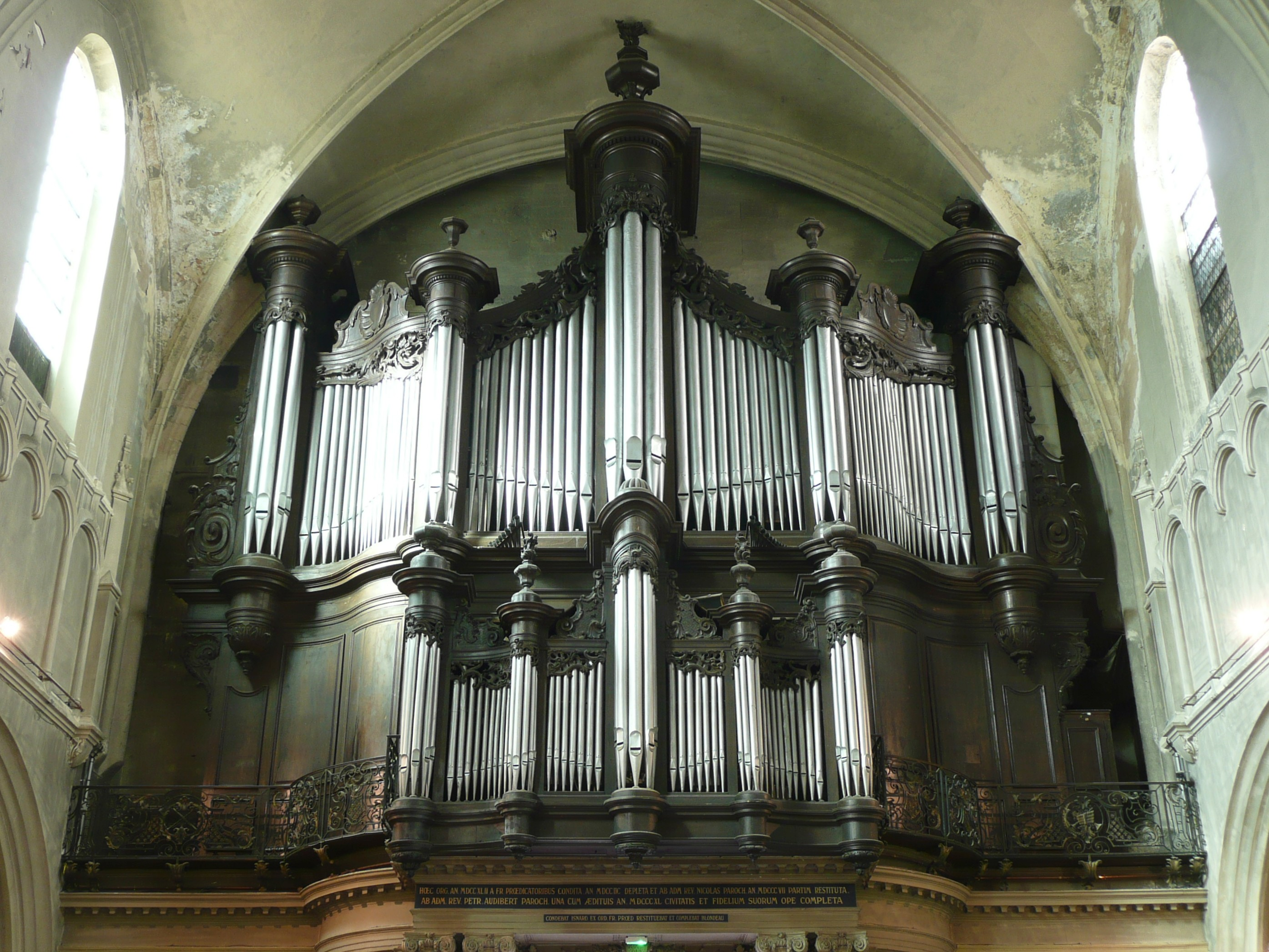
Marseille,St Cannat 1747
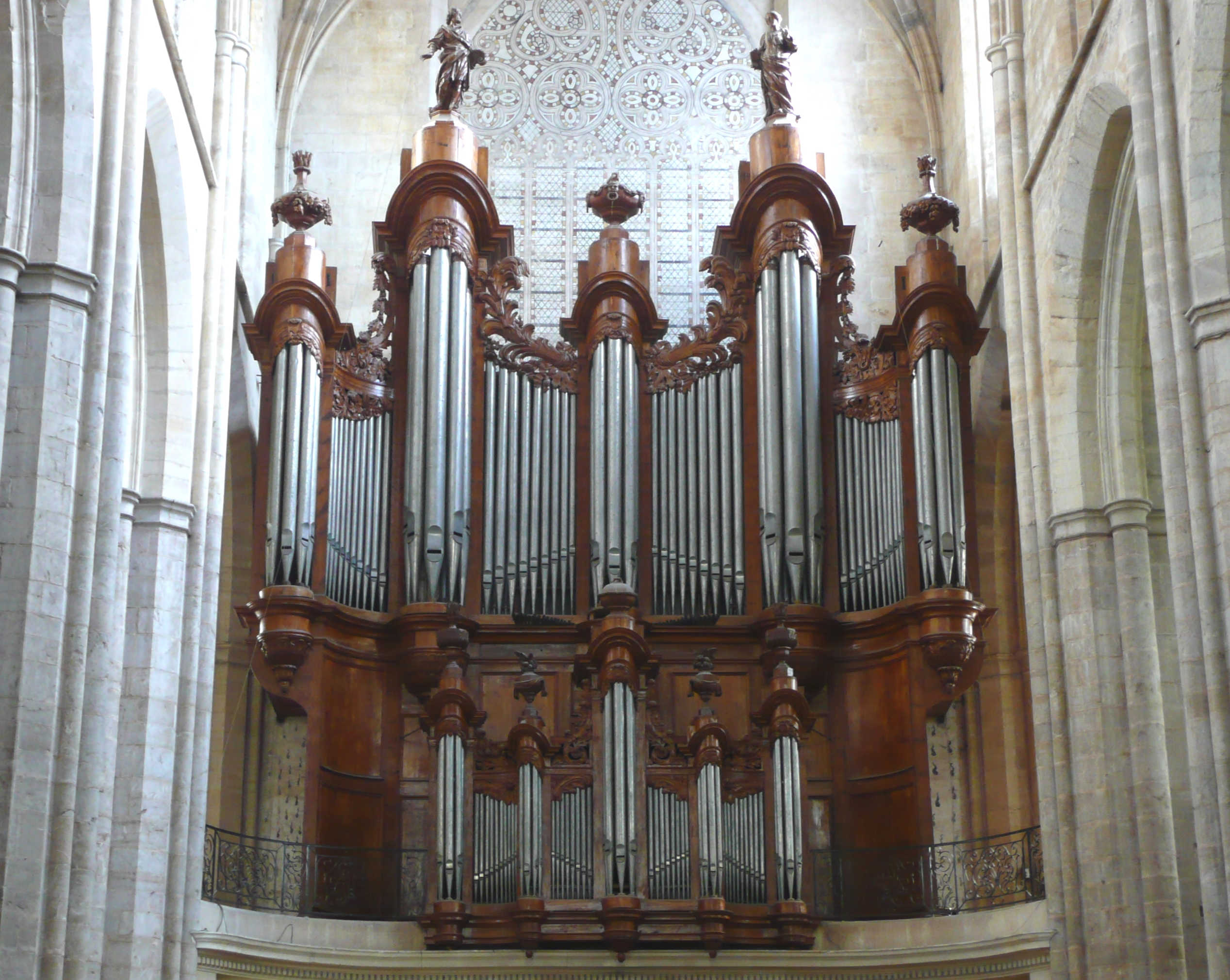
Saint-Maximin-la-Sainte-Baume, son chef d’œuvre, quasi intact 1774
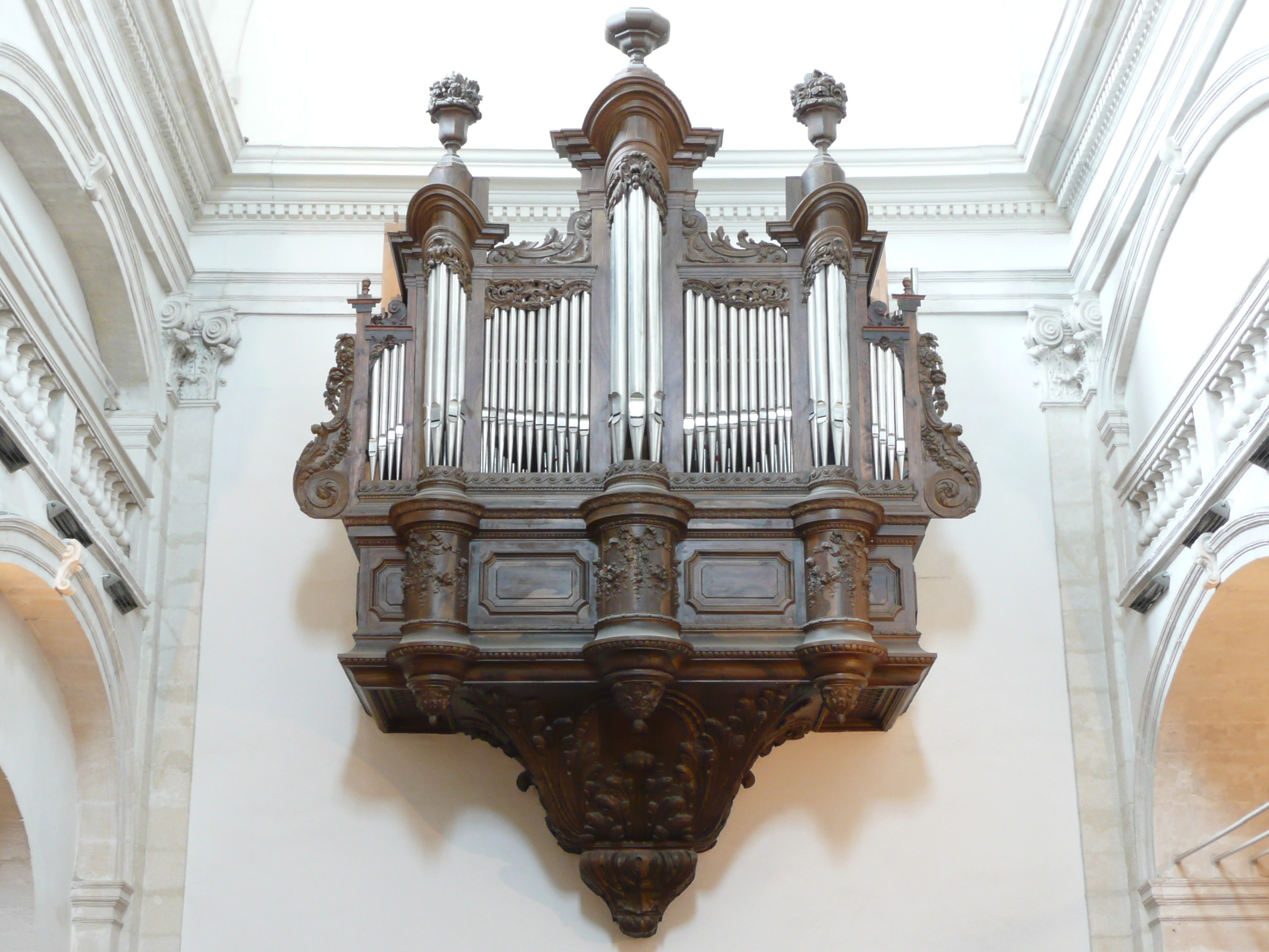
Petit Temple de Nîmes, ancien couvent des Ursulines 1750
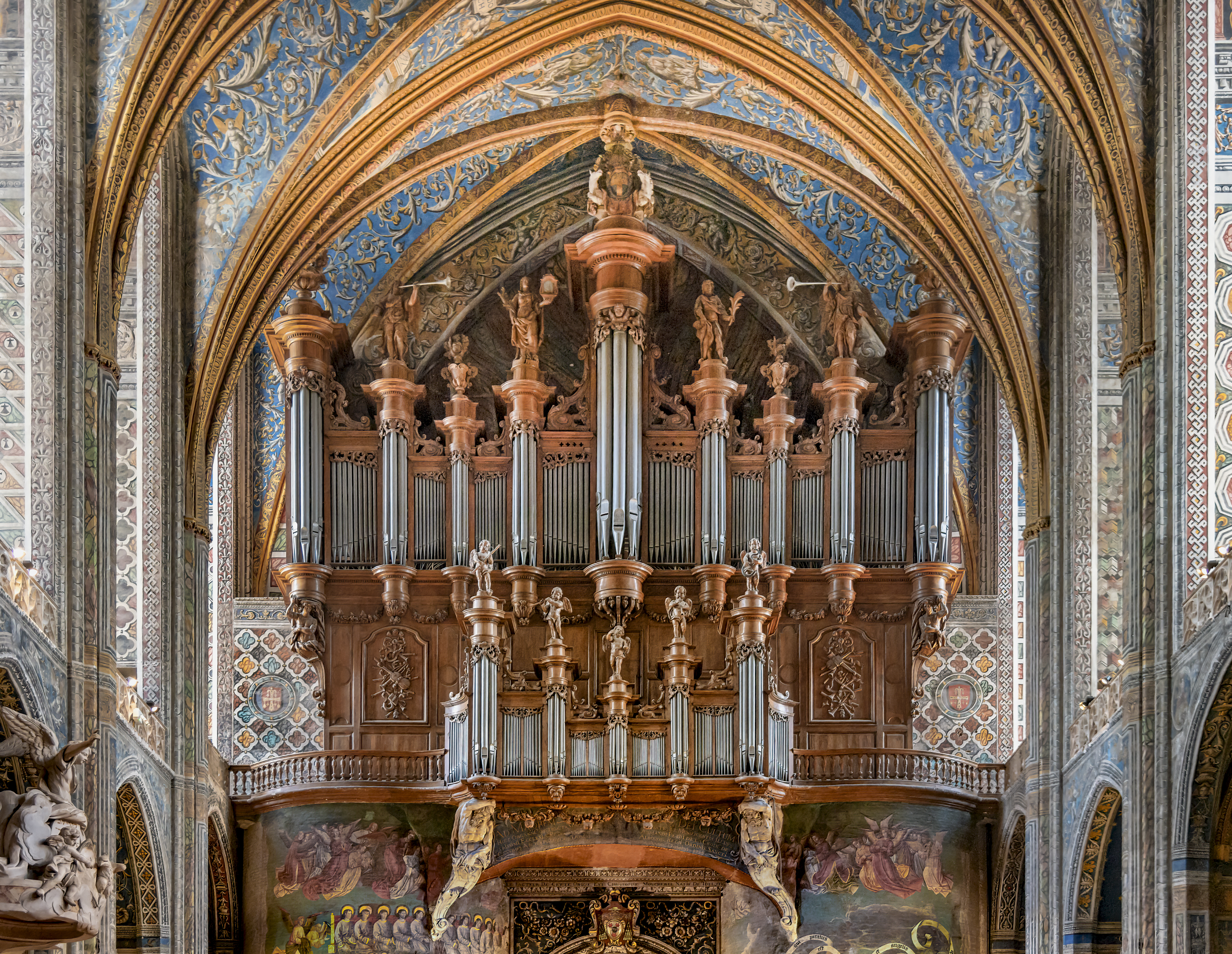
Albi,cathédrale Ste Cécile
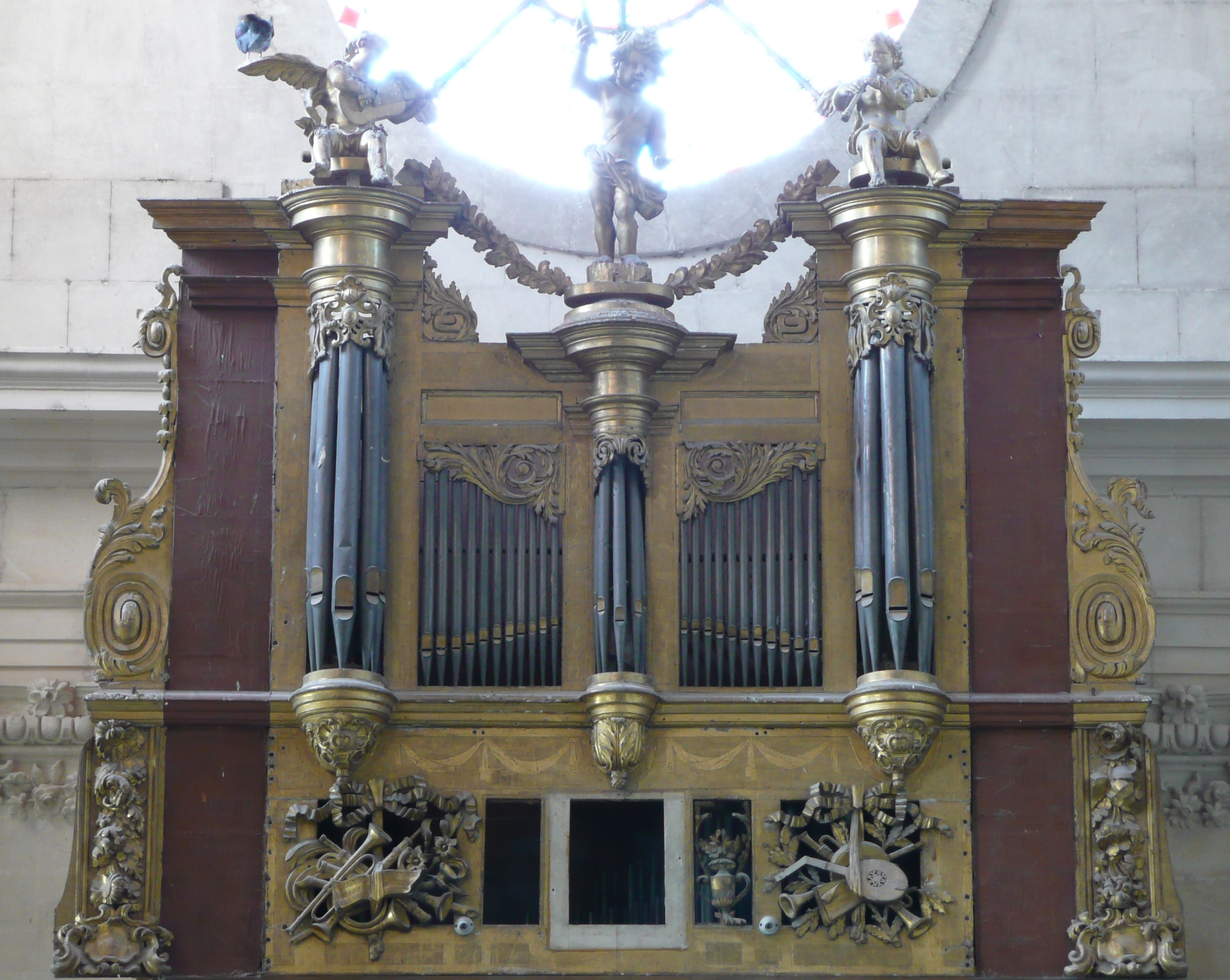
Avant la Révolution au couvent des Ursulines de Tarascon, après à St Jacques de la même ville
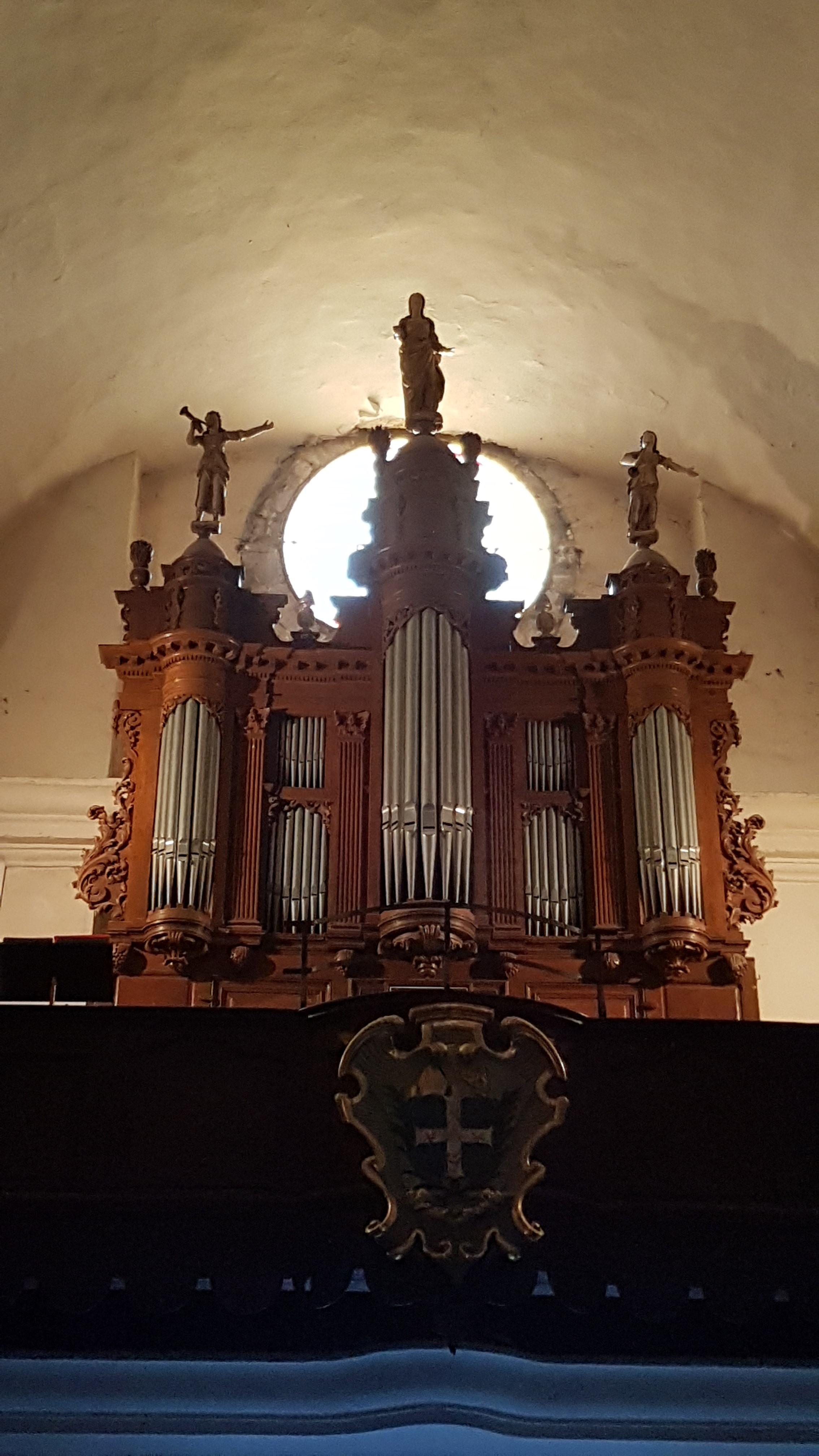
L'orgue de l'église de Pignans